# Modlin
Modlin (dawn. ros.  Новогеоргиевск, Nowogeorgijewsk) – prawobrzeżna część Nowego Dworu Mazowieckiego, miasta w województwie mazowieckim, w powiecie nowodworskim. Składa się z oficjalnych części miasta: Modlin Stary i Modlin-Twierdza. Znajduje się tu też modlińskie lotnisko.

## Historia
Wieś Moglno należała do starostwa zakroczymskiego w 1617 roku.
Do 1952 Modlin był osadą przy ujściu Narwi do Wisły. W latach 1952–54 siedziba gminy Modlin. W 1961 roku w większości włączony w granice gminy miejskiej Nowy Dwór Mazowiecki. W 1977 twierdza została odznaczona Orderem Krzyża Grunwaldu II klasy.
Teren dawnego Modlina podzielony jest na dwa osiedla miasta Nowego Dworu Mazowieckiego:
- Osiedle nr 6 – Modlin-Twierdza na terenie którego znajduje się centralna część Twierdzy Modlin, jednej z największych w Polsce[8];
- Osiedle nr 7 – Modlin Stary – Przez osiedle przebiega linia kolejowa nr 9 (Warszawa Wschodnia – Gdańsk Główny), na której znajduje się stacja kolejowa Modlin[9].

W 2012 roku, w miejscu lotniska wojskowego powstał cywilny port lotniczy Warszawa-Modlin obsługujący przewoźników niskokosztowych. Lotnisko to ma służyć jako drugi port lotniczy dla aglomeracji warszawskiej i północno-wschodniej części Polski. Zgodnie z miejscową tradycją, mając na uwadze dawny wojskowy charakter lotniska Modlin, port lotniczy Warszawa-Modlin administracyjnie znajduje się w Osiedlu nr 6 – Modlin-Twierdza.
Teren dawnego Modlina obejmował również osadę Modlin Nowy. W wyniku likwidacji gminy Modlin w 1961 roku teren dawnej gromady Modlin Nowy włączono do sąsiedniej gminy Pomiechówek jako sołectwo pod nazwą Nowy Modlin. Pozostałe tereny zlikwidowanej gminy, przysiółki: Gałachy i Utratę, włączono do Zakroczymia jako ulice.
Nikołaj Miaskowski, wybitny rosyjski kompozytor (twórca m.in. 27 symfonii) oraz profesor kompozycji Konserwatorium Moskiewskiego, urodził się w Modlinie (Nowogeorgijewsku) w 1881 roku.